# Crystal Cave (Californie)
Crystal Cave est une grotte de karst et de marbre située dans le parc national de Sequoia, dans l'ouest de la Sierra Nevada, en Californie aux États-Unis. C'est l'une des 240 grottes connues du parc national de Sequoia. Crystal Cave se trouve dans la région de la Giant Forest, entre l'entrée de Ash Mountain et le Giant Forest Museum. On y accède par le Crystal Cave Trail. 

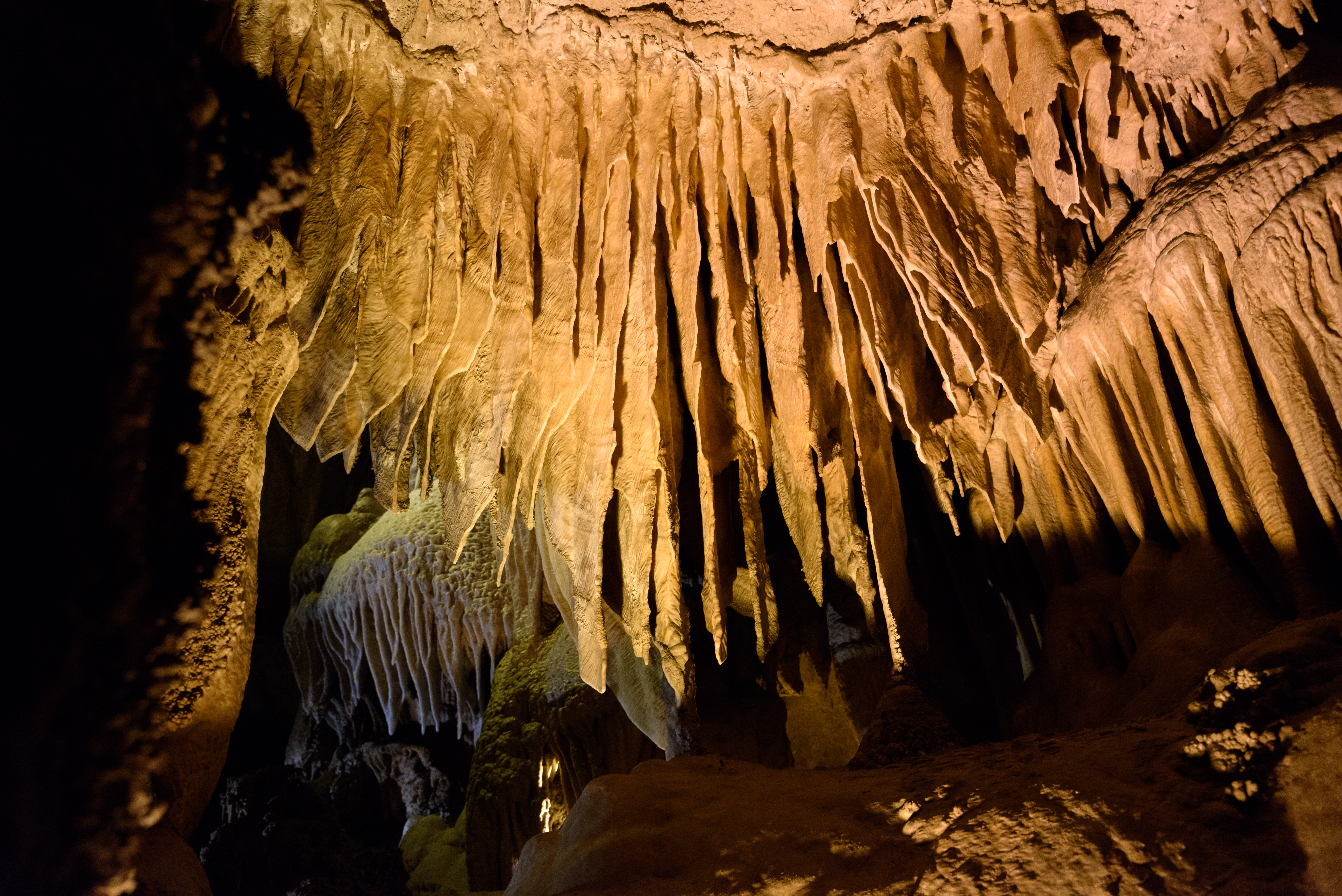
Intérieur de la grotte.

La grotte est à une température constante de 9 °C. Elle est accessible uniquement par des visites guidées de Park Service. Les billets ne sont pas vendus sur place, mais doivent être achetés au centre d'accueil des visiteurs à Foothills ou à Lodgepole.